# الروضة (المفرق)
الروضة منطقة سكنية تقع في لواء الرويشد، محافظة المفرق في الأردن. تنتمي المنطقة لقضاء الرويشد الذي يضم 6 مناطق.

## السكان
يقدر عدد سكانها بـ 50 نسمة حسب إحصاء 2015.

## الوصلات الخارجية
- دائرة الاحصاءات العامة